# Cabane de résinier

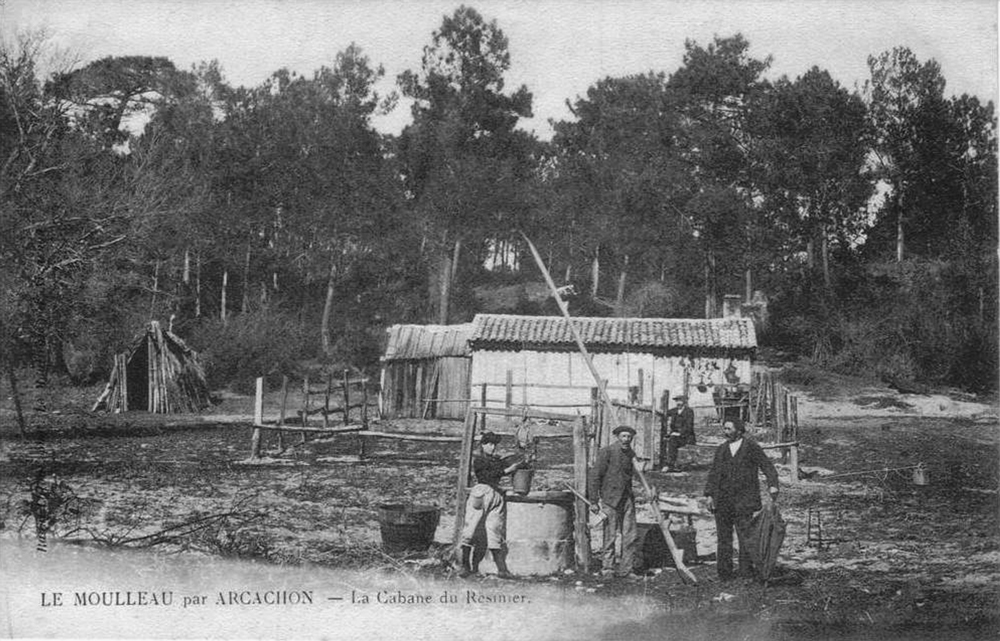
Cabane de résinier au Moulleau près d'Arcachon.

Une cabane de résinier est un type d'habitat traditionnel des Landes de Gascogne, associé à la pratique du gemmage.

## Présentation
Avec la généralisation du procédé du gemmage à partir de la seconde moitié du XIXe siècle, les cabanes de résiniers se multiplient dans la forêt des Landes. Bien qu'il en existe certaines en brique, elles sont pour la plupart en bois de pin. 
On peut rencontrer aussi bien des cabanes isolées dans la forêt qu'un groupement de quelques cabanes avec des cabanons servant de dépendances pour serrer du matériel, un four à pain, un puits et quelques pieds de vigne, le tout dans une petite clairière. Les habitations sont réparties dans la forêt suivant les différentes parcelles exploitées et sont reliées entre elles par des chemins de sable, parfois recouverts de coquilles d'huîtres ou de grépin. 
Les résiniers sont non pas propriétaires des cabanes, mais de simples exploitants souvent amenés à déménager en fonction de l'évolution de leur contrat. Les cabanes sont habitées la semaine, et généralement la famille se rend dans le bourg voisin le dimanche, faire le marché et se retrouver au bistrot.
Le gemmeur quitte sa cabane pour porter les fûts de résine sur les quais d'embarcation afin qu'ils soient acheminés à la distillerie, ou pour se rendre en ville le dimanche. Le reste du temps, la famille vit au rythme des campagnes de gemmage, en forêt.
Au début du XXe siècle, on comptait autant de cabanes que de familles d'ouvrier gemmeur, autant de familles que de « pièces » de pins à résiner.

## Éléments d'architecture

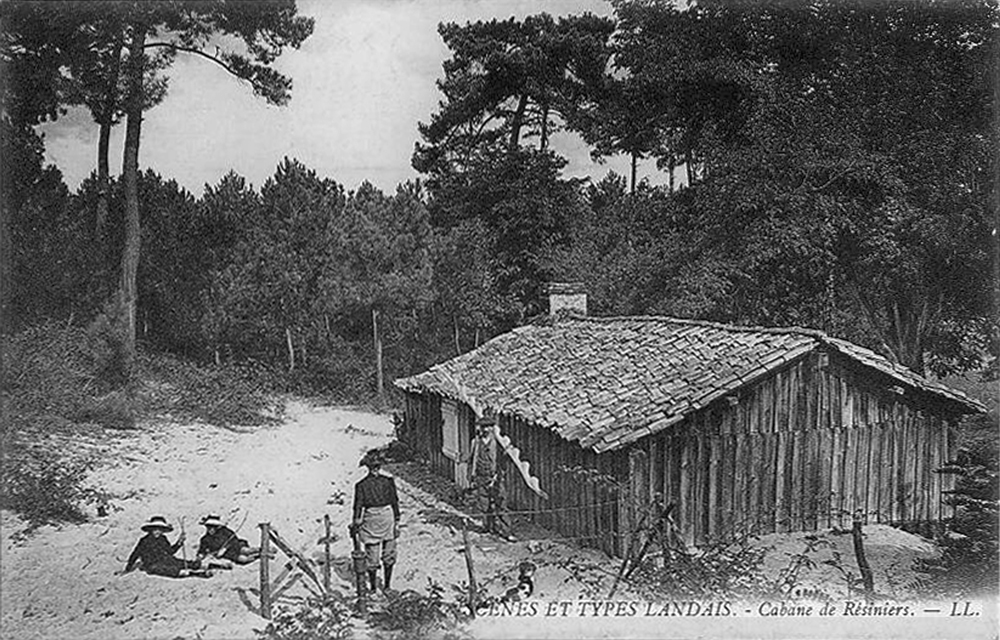
Cabane de résinier en tuiles canal, avec bardage et couvre-joints verticaux.

Le bâti est rudimentaire, constitué le plus souvent d'une à deux chambres, certaines cabanes ne comportaient parfois qu'une pièce unique organisée autour du seul élément maçonné en dur du bâtiment : la cheminée. 
La forme du bâtiment est parallélépipédique, les murs gouttereaux regardent au nord et au sud, tandis que les murs pignons sont tournés vers l'est et l'ouest. L'entrée principale est tournée vers le sud. Le toit est à deux pans, de faible pente et constitué de tuiles canal ou parfois de tuiles mécaniques de Marseille. 
Le bardage extérieur est de couleur noire (à quelques exceptions près) constitué soit de planches verticales à couvre-joints verticaux étroits à la façon des cabanes d'ostréiculteurs du bassin d'Arcachon, soit de planches horizontales montées à clin. 
Dotées de peu d'ouvertures, ces cabanes sont souvent très sombres à l'intérieur.

## Les cabanes aujourd'hui
Avec la démocratisation des transports individuels (automobiles, mobylettes, etc.), certaines cabanes ont été abandonnées au cours du XXe siècle, bien que la plupart des résiners aient conservé cette habitation. Mais c'est avec la disparition du gemmage que toutes les cabanes ont finalement perdu leurs occupants, et sont aujourd'hui en ruine. Mais elles n'ont pas toutes été détruites pour autant, certains propriétaires forestiers les maintiennent en état et se rendent en forêt occasionnellement. Les cabanes, quand elles ne sont pas en ruine, servent de lieu d'agrément. Notons enfin que certaines cabanes sont toujours habitées par d'anciens gemmeurs ou leur famille, c'est le cas par exemple à La Teste de Buch.

## Sources
- Jean-Christophe Poumeyrol et Charles Daney, Cabanes dans le Sud-Ouest, Éd. Cairn, 2006 (ISBN 978-2-35068-015-6)
- Nathalie Pinard de Puyjoulon, Régine Rosenthal et Régis Mac, Les cabanes du Sud-Ouest: gardiennes du temps passé, Aubanel, 2003 (ISBN 978-2-7006-0309-5)